# Hart County (Kentucky)
Hart County je okres ve státě Kentucky v USA. K roku 2010 zde žilo 18 199 obyvatel. Správním městem okresu je Munfordville. Celková rozloha okresu činí 1 082 km².

## Sousední okresy
| Růžice kompasu | Grayson County         | Hardin County | LaRue County    | Růžice kompasu |
| Růžice kompasu |                        | Sever         | Green County    | Růžice kompasu |
| Růžice kompasu | Hart County (Kentucky) |               | Green County    | Růžice kompasu |
| Růžice kompasu | Jih                    |               | Green County    | Růžice kompasu |
| Růžice kompasu | Edmonson County        | Barren County | Metcalfe County | Růžice kompasu |